# 田沢疏水

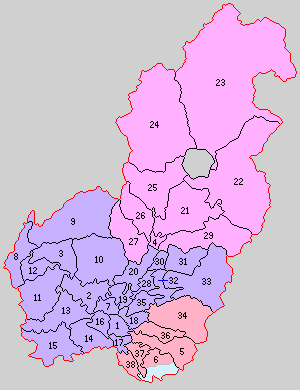
「昭和の大合併」以前の仙北郡
----
1.大曲町、2.神宮寺町（北楢岡村ふくむ）、3.刈和野町（峰吉川村ふくむ）、4.角館町、5.六郷町、6.金沢町、7.花館村、8.淀川村、9.荒川村、10.土川村、11.大沢郷村、12.強首村、13.南楢岡村、14.内小友村、15.外小友村、16.大川西根村、17.藤木村、18.高梨村、19.四ツ屋村、20.長野町、21.神代村、22.生保内町、23.田沢村、24.檜木内村、25.西明寺村、26.中川村、27.雲沢村、28.清水村、29.白岩村、30.豊川村、31.豊岡村、32.横沢村、33.長信田村、34.千屋村、35.横堀村、36.畑屋村、37.飯詰村、38.金沢西根村
----
着色は現在の市町域（紫：大仙市、桃：仙北市、水色：横手市、赤：美郷町）

田沢疏水（たざわそすい）は、秋田県南東部に広がる仙北平野を南北に流れる農業用水路である。
2006年（平成18年）2月3日に「疏水百選」に選ばれている。受益面積は約3,890haである。

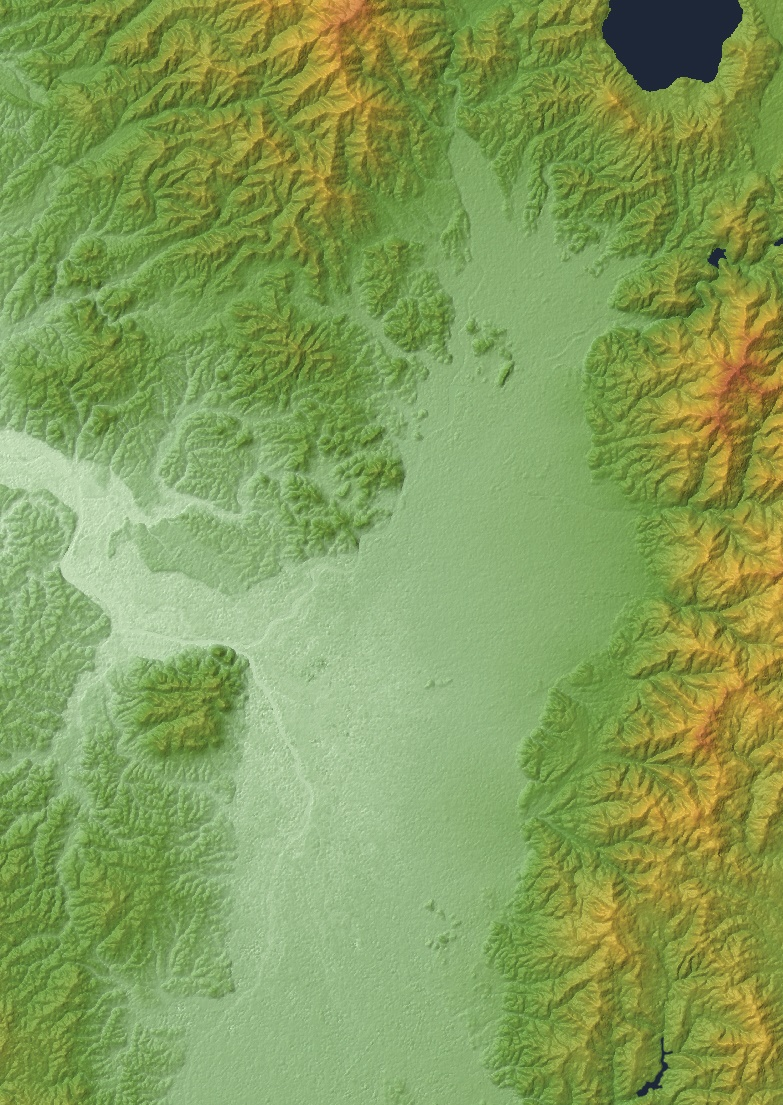
仙北平野（横手盆地北部）地形図
----
南北に連なる急峻な奥羽山脈（東）と低平な仙北平野（中央）のあいだには、山脈から西へ向かって流れる小河川の堆積作用により大小の扇状地が形成されている。右側上方（北東）にみえる青色部分が田沢湖。その南側の山間地に疏水の取水口である神代調整池が確認できる。

## 立地と地域概況
横手盆地の北半を占める通称「仙北平野」は、北流する雄物川およびその支流で南西に向かって流れる玉川の流域に相当し、これらに注ぐ斉藤川・斉内川・丸子川・出川などの小河川はさらに多くの支流を集めて東の奥羽山脈から西に向かって流れている。これら小河川の堆積作用によって、山脈の西麓（盆地東縁部）には六郷扇状地や千屋扇状地をはじめとする多数の複合扇状地が発達しており、その扇端部には長野・豊川・清水・横沢三本扇・横堀・高梨・千屋本堂城廻・畑屋・六郷・飯詰など、伏流水の湧き出る湧水地帯が南北に連なり、扇端部およびその西方の後背湿地は古くから美田の広がる「米どころ」として知られてきた。とくに六郷湧水群は、古来「百清水」と称され、昭和60年（1985年）には「名水百選」にも選定された湧水の多いところで、伝統的に日本酒醸造業や清涼飲料水の製造がさかんな地である。一方、谷口にあたる扇状地扇頂部ではこれら小河川の水を灌漑用水として使用してきた。
しかし、扇頂部と扇端部の中間に広がる扇央部の伏流水地帯（神代村真崎野、豊岡村の柏木野・木内林、長信田村の田屋野・小曽野・千本野、横沢村の駒場野、千屋村の若林野、金沢町から六郷町六郷東根にかけての明天地野の各地域）は、地表面では水無川となっていて水が得にくいうえに、土壌は砂礫層が卓越して保水力に乏しいため稲作には向かず、林地、牧草地、畑地、道路、また明治以降は桑畑などとして用いられてきた。このうち、林地は木炭の一大産地であり、かつては燃料資源において重要な位置を占めており、農家の冬期間の副業として炭焼きがさかんにおこなわれていた。野ツツジやアカマツ、スギの広がる原生林も広大な面積を占めた。牧草地は、主として馬産のために活用され、農耕馬・軍馬を供給した。仙北郡中西部の神宮寺町笹倉には国立の種馬所があり、南端の飯詰村山本には江畑新之助が建設した後三年競馬場があった。
養蚕もまた、戦前の地域経済を支えた。初代六郷町長を務めた畠山久左衛門は、当地の養蚕業の発展に尽力した人物として知られている。

## 沿革

### 前史

#### 上堰・下堰・御堰の建設

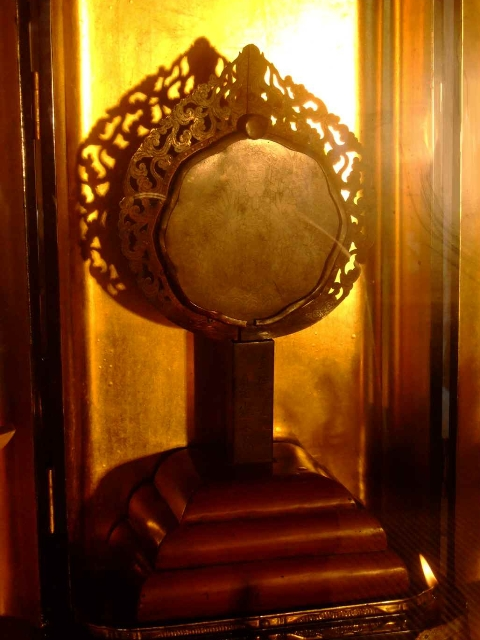
「下堰」掘削時に出土した国宝の「線刻千手観音等鏡像」（大仙市豊川の水神社所蔵）

仙北平野東部の奥羽山脈西麓地域における未墾地開拓の歴史はきわめて古く、江戸時代前・中期にさかのぼる。扇央部に広がる原野・採草地は、水量豊富な玉川の水を利用して開墾が進められた。玉川に取水した当時の主要な用水路としては上堰（白岩・豊岡・横沢）、下堰（白岩・豊川・横沢）があり、さらに四ケ村堰（豊川）、若松堰（神代）、黒倉堰（白岩・神代）、鶯野堰（長野）、高瀬堰（四ツ屋・花館）、松倉堰（四ツ谷、神宮寺）などがあった。ただし、これらは主として扇端部の灌漑には利用されたものの、扇頂部や扇央部の砂礫地のほとんどは依然放置されたままであった。
この扇央部の山林原野を開墾することは藩政期を通じての念願であった。「上堰」完成から約130年後の文政7年（1824年）、ようやく久保田藩の藩主佐竹氏が開墾事業に乗り出した。これは、角館蘆名氏の遺臣蓮沼仲の進言と計画によるもので、藩主佐竹義厚による裁可のもと藩営事業として「上堰」の東側に白岩から六郷まで約33キロメートルにおよぶ用水路「御堰（おせき）」を建設し新田開発と古田の補給水として利用しようというものである。これには、藩財政にたずさわっていた高橋新兵衛と、当時周辺からは富裕な村として知られていた六郷村の資産家数名が協力した。

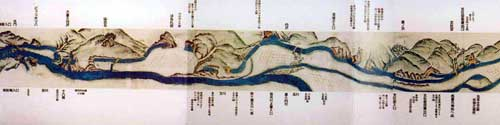
「旧御堰絵図」千秋文庫博物館所蔵

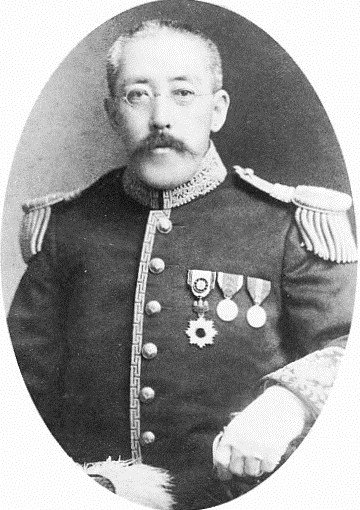
「御堰」復旧に尽力した旧藩主の佐竹義生

文政7年から抱返神社上流で玉川を横留めする工事を4回おこなったが、そのたびに洪水によって流されてしまったのでこれを断念し、結局、阿仁銅山から当初80人、のち180人の坑夫を動員して数か所におよぶ隧道を掘削することとした。隧道につらなる用水路は2本で、1本目は仙北郡南端に近い野中村・野荒町村（いずれも現美郷町）におよび、2本目はその西側を走り、六郷川内池村（現美郷町）に至る長大なものである。最終的には工事開始から10年近い歳月と巨額の費用を投じて天保4年（1833年）6月に完成した。開田は、当初1,000町歩を見込んでいたが、古田への補給水が主となり新規開田は約200ha（ほぼ200町歩）にとどまった。これが田沢疏水の始まりである。
しかし、苦難の末に完成した「御堰」の水路も、毒水被害、天保の大飢饉（1835年-1836年）による粗放管理、度重なる洪水などのため次第に漏水・決壊・埋没がみられ、安政元年（1854年）の大洪水を機にほとんど使用できない状態となってしまった。さらに、明治11年（1878年）の大洪水で白岩五社堂の隧道が崩壊し、諸河川から水があふれて堤防・樋管も損傷して疏水としての機能を完全に失った。
明治37年（1904年）、秋田県は「御堰」復旧の調査に着手し、現地踏査をおこなった技師小野常治は秋田県知事椿蓁一郎に対し、2,400町歩の灌漑が可能であると復命し、復旧工事費は15万円とされた。また、翌38年（1905年）には白岩村から金沢西根村に至る2,092町歩の開墾と大曲町周辺への726町8反5畝への用水補給を見込んだ計画書が岡喜七郎知事に提出されたが実現には至らなかった。
明治45年（1912年）には旧藩主の嫡男であった侯爵佐竹義生が「御堰」復旧と玉川水利使用許可を得て復旧に奔走したが実現せず、また、大正9年（1920年）には東北拓殖株式会社が資本金1,000万円で東京市京橋区に設立され、そのなかで再度「御堰」復旧も検討されたが、大正12年（1923年）の関東大震災の影響などもあって着工には至らなかった。

#### 玉川毒水との戦い

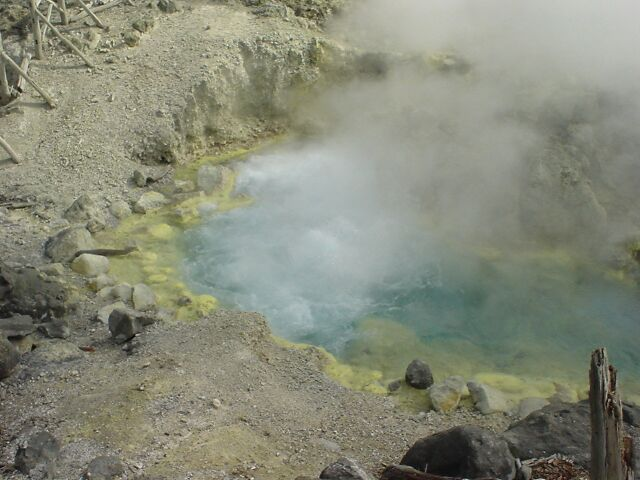
玉川温泉「大噴（おおぶけ）」

玉川の毒水除去の試みも江戸時代からあり、とくに天保から嘉永にかけての角館城下町の町人田口幸右衛門宗俊・宗辰の父子が知られている。
豪雪をともなう山塊から無数の沢水を集めて流れる玉川は、水量きわめて豊富ながら、田沢村の上流奥深くにある玉川温泉から噴出する大量の強酸性水（毒水）のため大規模な除毒工事を必要とした。玉川温泉はpH1.03〜1.25で国内の温泉では最低のph値を示し、また、「大噴（おおぶけ）」と呼ばれる湧出口は単一の湧出口からの湧出量としては日本最多の毎分9,000リットルを湧出する。湯治効果はきわめて大きいものの、下流域にあたえる農業にあたえる被害もまた甚大であった。また、その被害は、飲料水、水産業、土木工作物の酸化など多方面におよんだ。
郡奉行の要請を受けた角館の田口宗俊は、天保12年（1841年）に工事に取りかかったものの、7年後に玉川温泉の毒気のために死去してしまった。その子の田口宗辰は、藩からの支援を一切受けず、毒源に流入していた沢水を改修して真水の迂回水路をつくって下流で合流させ、また、湧出泉が流下する湯川を掘り下げ、そこに土砂を投げ込むことによって毒分を減じることに成功した。この方法は掘流法（流し掘り）と呼ばれている。宗辰は人夫の労賃その他の費用にすべて私財を投じ、12年の歳月をかけ、嘉永5年（1852年）に工事を完了させた。3,600石の米の増収や中・上流でもサケ・マスが漁獲できるようになるなど、除毒に一定の成果をあげた宗辰はその功により士分に取り立てられたが、玉川温泉が奥深い山間地であることによる人手不足や水害などのため、堰が壊れてからは効果が減退してしまった。
慶応2年（1866年）には鑓見内村（長野）の小松市右衛門が地下溶透法による修復に乗り出している。地下溶透法とは、地下深く井戸を掘って酸性水を注入し、地中で粘土や岩石と混合させて化学的に中和させる方法である。この方法は、市右衛門が湯川に落ちて火傷を負ったことから3年で中断を余儀なくされたが、その効果が確かなものであることは広く知られることとなった。
明治から大正にかけては、除毒に関してはほとんど放置の状態に近かった。昭和初期になって、ふたたび地下溶透法による除毒がなされ、ろ過・中和された水を地下水として放出することもおこなわれたが、満洲事変の勃発などにともない放置されるようになり、もとの毒水に戻ってしまった。

### 疏水事業の開始と初期の開墾

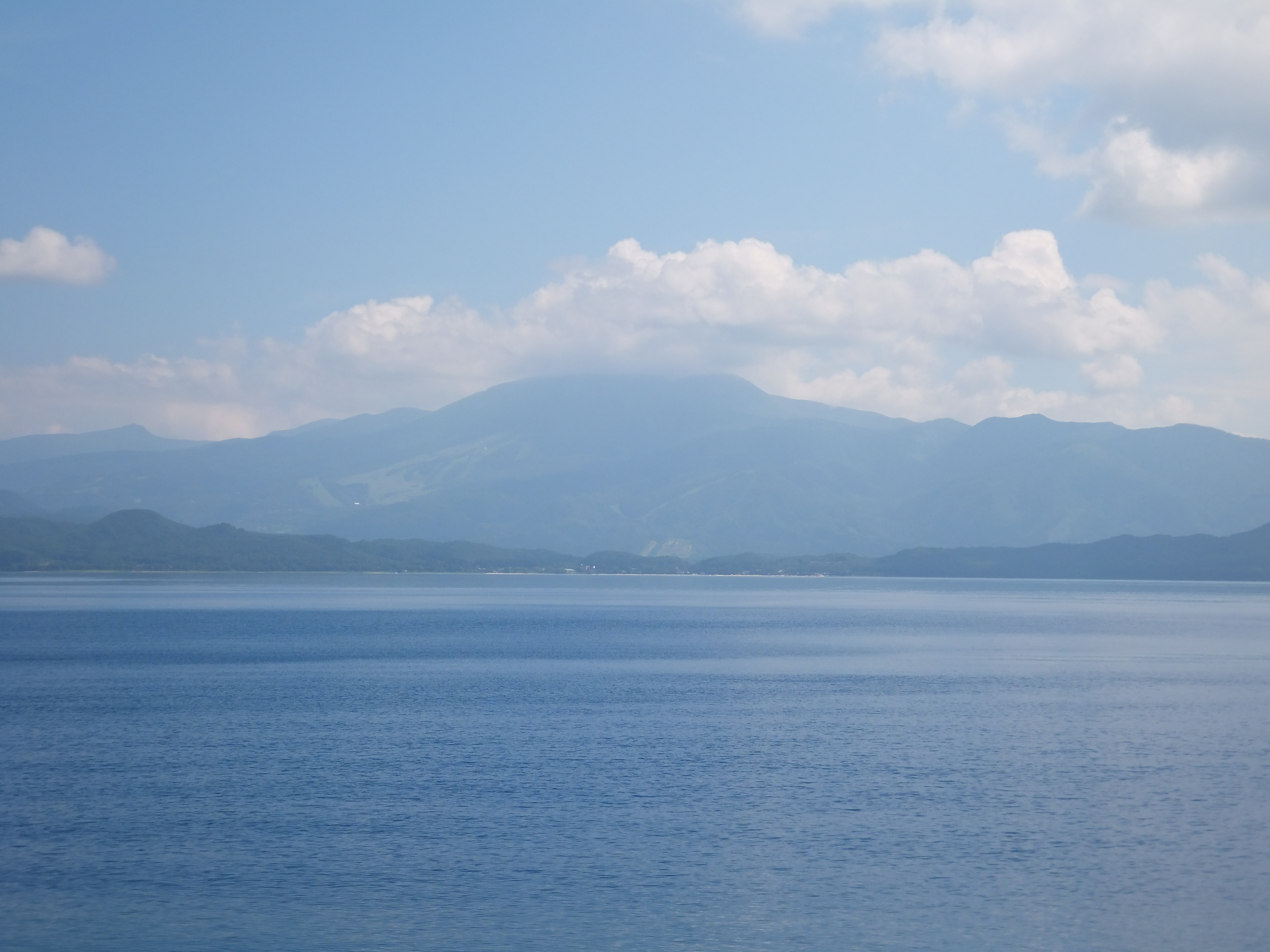
田沢湖と秋田駒ヶ岳

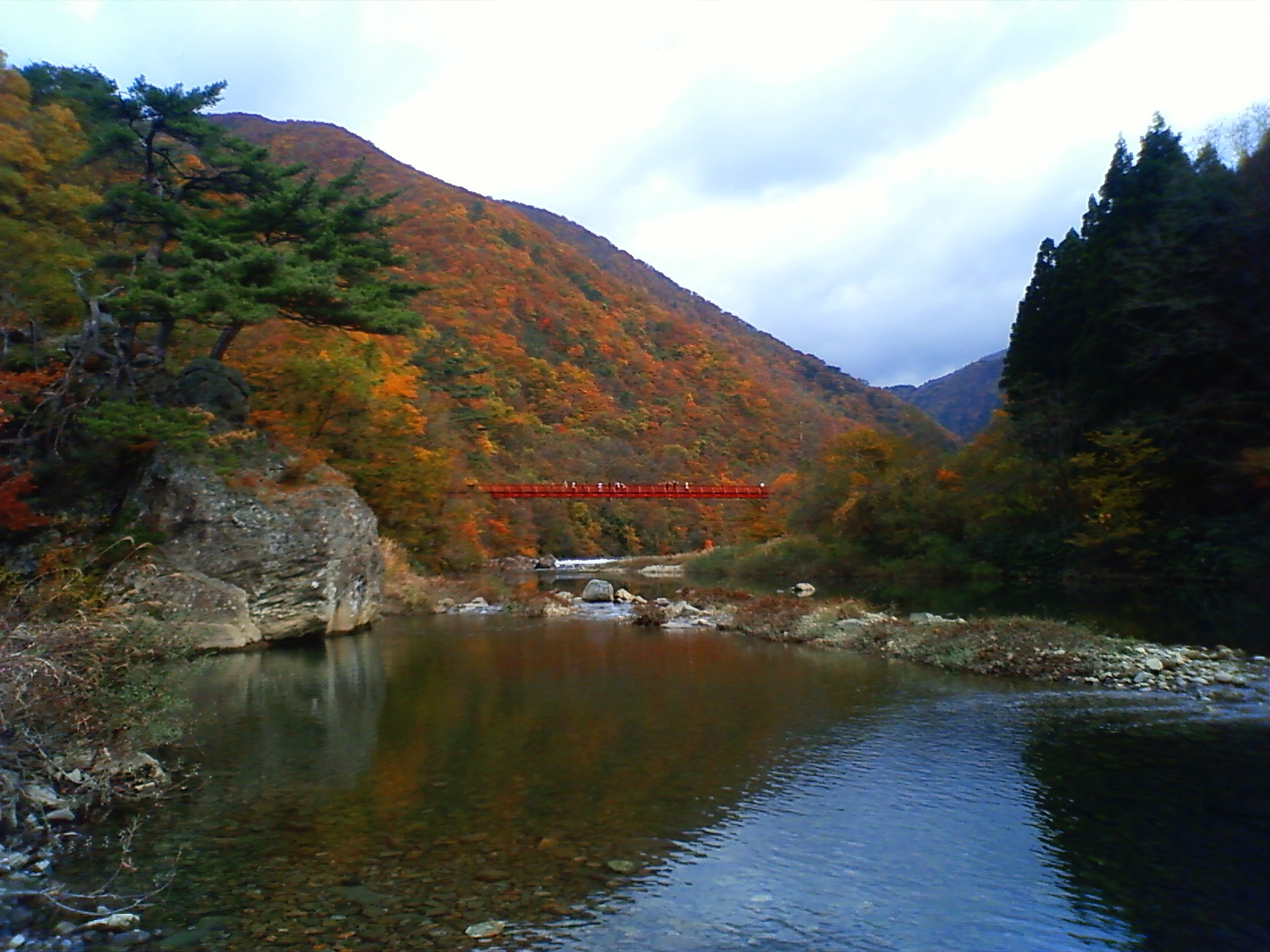
抱返り渓谷

戦前から戦後にかけて、食糧増産を至上とする国策により、玉川の水を再び導入して原野を水田化する計画が立てられた。昭和11年（1936年）、内務省・逓信省・農林省の間で協議された結果「田沢湖水及び玉川の河川水を調整利用する発電計画」と「その水利使用計画については国営の開墾水利計画と両立させる」という方針が確定し、「玉川河水統制計画」を策定して疏水計画を立てることとした。
「玉川河川統制計画」は、具体的には玉川温泉の強酸性水（玉川毒水）を田沢湖に流し込んで、その毒性を中和し、生保内発電所・夏瀬発電所・神代発電所で発電用水として利用し、その下流の神代調整池（神代ダム）に2つの取水口を設け、北側の「神代取水口」から取水して右岸用水路を、南側は神代ダムから放流された抱返り渓谷付近に流された水を「抱返頭首工」で取水して左岸用水路をそれぞれ建設し、右岸に471.8町歩、左岸に2028.2町歩を新たに開墾するほか、既存の水田にも利用しようというものであった。昭和11年、この計画を受けて東北振興の一環として東北振興電力株式会社の設立が許可された。
工事は昭和12年（1937年）から始まり、昭和13年（1938年）7月5日には千屋村千屋小学校雨天体操場において田沢疏水開墾国営事業起工式が挙行された。起工式には総勢360名が出席し、そのうち地元関係組合の出席者は219名にもおよんだ。アトラクションとして歌舞音曲が披露され、秋田県会議員戸沢七太郎が祝辞のなかで、
と述べるなど、多くの地元民がいかに田沢疏水の着工を熱望し、これに期待していたかがわかる。
未墾地を強制買収して水利をともなう、県内では前例のない約3,000町歩（およそ3,000ha）の開拓事業が始まった。当初計画では、2,500町歩を開田して、そのうち1,700町歩は地元の小作農の増反用地にあてて経済更生をはかり、のこりの800町歩には約400戸の移住家屋を建設して優良な移住者を招致し、新農村を建設して地方開発の範を示すこととされた。この事業では地域の既存農家の経営規模拡大をはかるために、事業主体（国）が、農地に必要な水源施設、水路、農道などの基幹工事はもとより末端の開墾作業とその換地までを一貫しておこなうこととした。これは、青森県上北郡の稲生川用水による三本木原の開拓（約6,000町歩）とともに日本初の総合的な開拓事業であった。
隧道工事と並行して昭和13年から4か年継続事業として除毒工事がおこなわれた。昭和14年（1939年）、「玉川河川統制計画」にもとづく工事が始まり、昭和15年にはついに除毒のために玉川上流の水が田沢湖に導入された。日本一深い湖への導水によってその水は中和され、生保内発電所が建設されて水力発電が可能になったものの、田沢湖はクニマス・ヒメマスなど魚の棲めない湖になってしまった。昭和16年（1941年）には統制計画にもとづく水利協定が成立したものの、漁民への補償はわずかであり、河川水の流れ込まないカルデラ湖であるところから、従来は国内一、二をあらそうほどの透明度を誇っていた湖水もかつてのおもかげを失った。
隧道工事・開墾事業の方は遅々として進まなかった。日中戦争が長期化したため、戦地に将兵を送り出した後では男子労働力が不足し、建設工事にも「オバコ部隊」と称する多くの女性が重労働を強いられた。

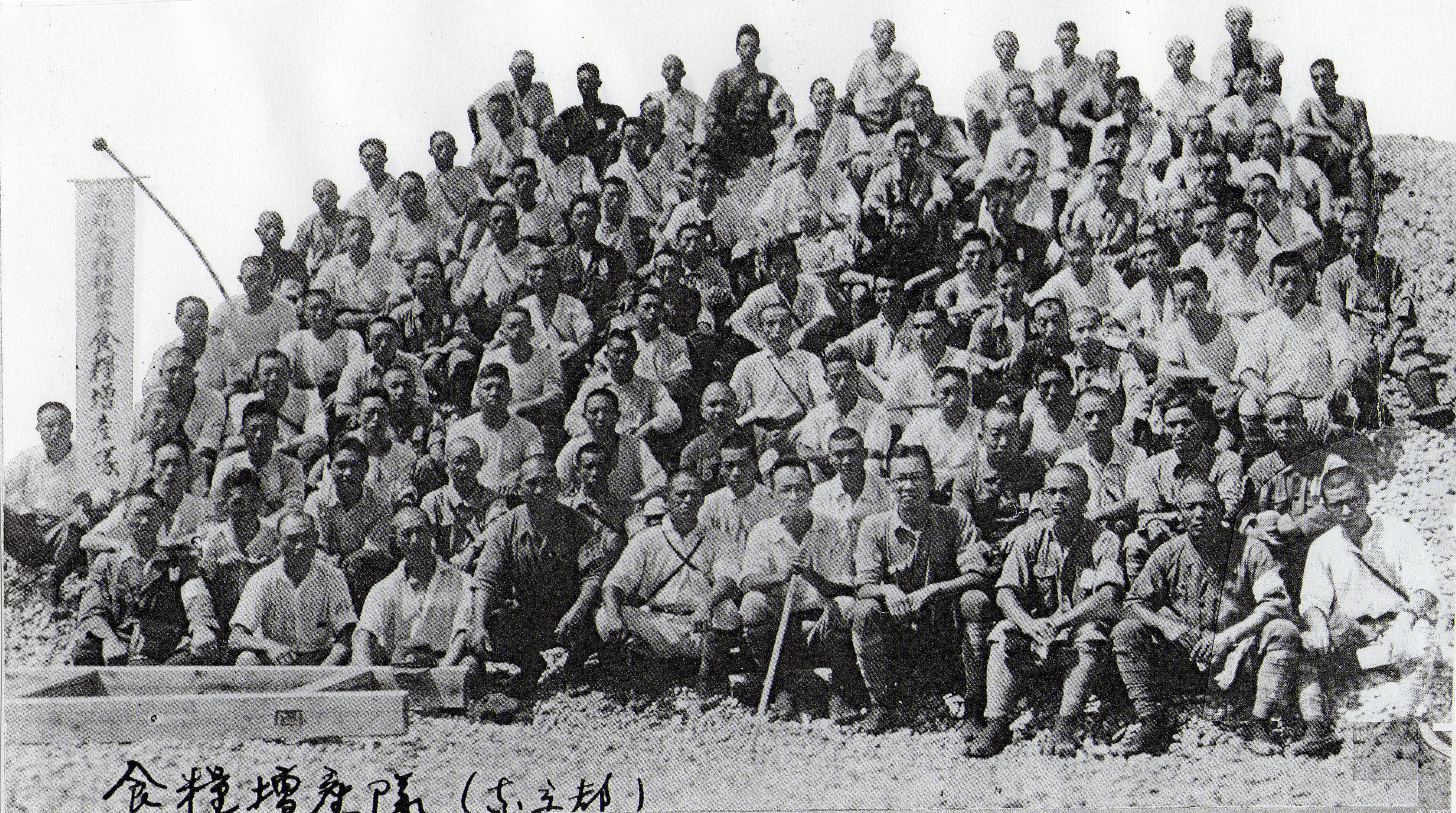
東京都からの「食糧増産隊」（1943年）

入植者募集もなされたが、昭和15年（1940年）の千屋村暁・横沢村栗ノ木の両地区にわずかな入植者があったにとどまった。暁地区への最初の入植者は千屋村内の大工であった坂本寛一郎ら11名であった。移住家族の住宅が坂本自身らによって次々と建てられ、部落名の「暁」は昭和16年2月11日、紀元節の日に、千屋村の坂本喜之七村長より命名されたものであった。栗ノ木地区への入植は横沢村太田・永代などからであった。当時の開拓者は「…開墾だけをしていては収入がなくて食べていけない。土方に行って食いぶちを稼いでくる。その合間を見て開墾する。その繰り返しであった」と証言している。太平洋戦争がはじまり、戦況がきびしさを増すなかで、勤労奉仕も活発におこなわれた。昭和18年（1943年）には角館中学校（現在の角館高等学校）、角館高等女学校（のちの角館南高等学校）の生徒、および周辺町村の青年学校（六郷青年学校）、青年団の若者が同年6月から8月にかけて、のべ4,000名が奉仕している。同時期には由利郡の西目農学校（現在の西目高等学校）の生徒はじめ、東京都からも「食糧増産隊」が派遣された。「食糧増産隊」は料理飲食業組合の帝都食糧増産報告会勤労奉仕隊員105名で、その奉仕作業は40日間におよんだ。しかし、その甲斐もなく昭和19年（1944年）には事業の全面的な中断を余儀なくされた。

#### 関連画像

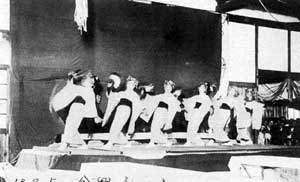
国営事業起工式でのアトラクション（1938年7月5日）
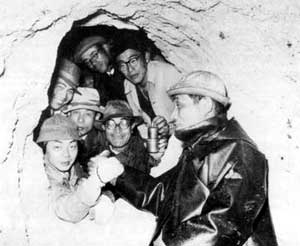
隧道貫通（1940年ころ）
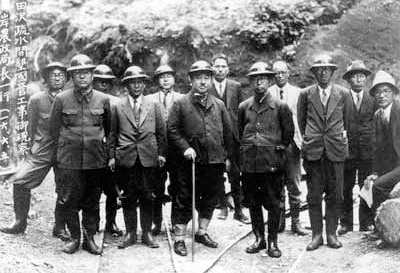
岸農政局長による田沢疏水開墾国営工事視察（1941年6月5日）
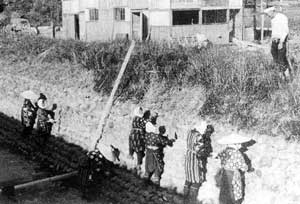
水路造成工事作業風景（1943年ころ。男子が不足し婦人の姿がめだつ）

### 開拓事業の本格化と完成
大日本帝国は、昭和20年（1945年）8月、ポツダム宣言を受諾して連合国に降伏した。戦争が終わっても食糧事情はわるく、多くの国民は飢えていた。農家は戦争によって働き手を失い、物資不足や流通機能の低下により肥料や薬剤もほとんど使わず略奪農業を続けたので昭和20年の米の収量は平年作の半分を越す程度でしかなかったのに対し、米の配給を受ける人口は戦災による都市産業離職者や海外からの引揚者などで急増したからである。そのため田沢疏水開墾は、米の増産政策、戦争中の強制疎開、海外引揚者、復員者、二・三男の就業対策として、また戦中期に荒廃した国土開発の一環として、一躍時代の脚光を浴びることとなった。

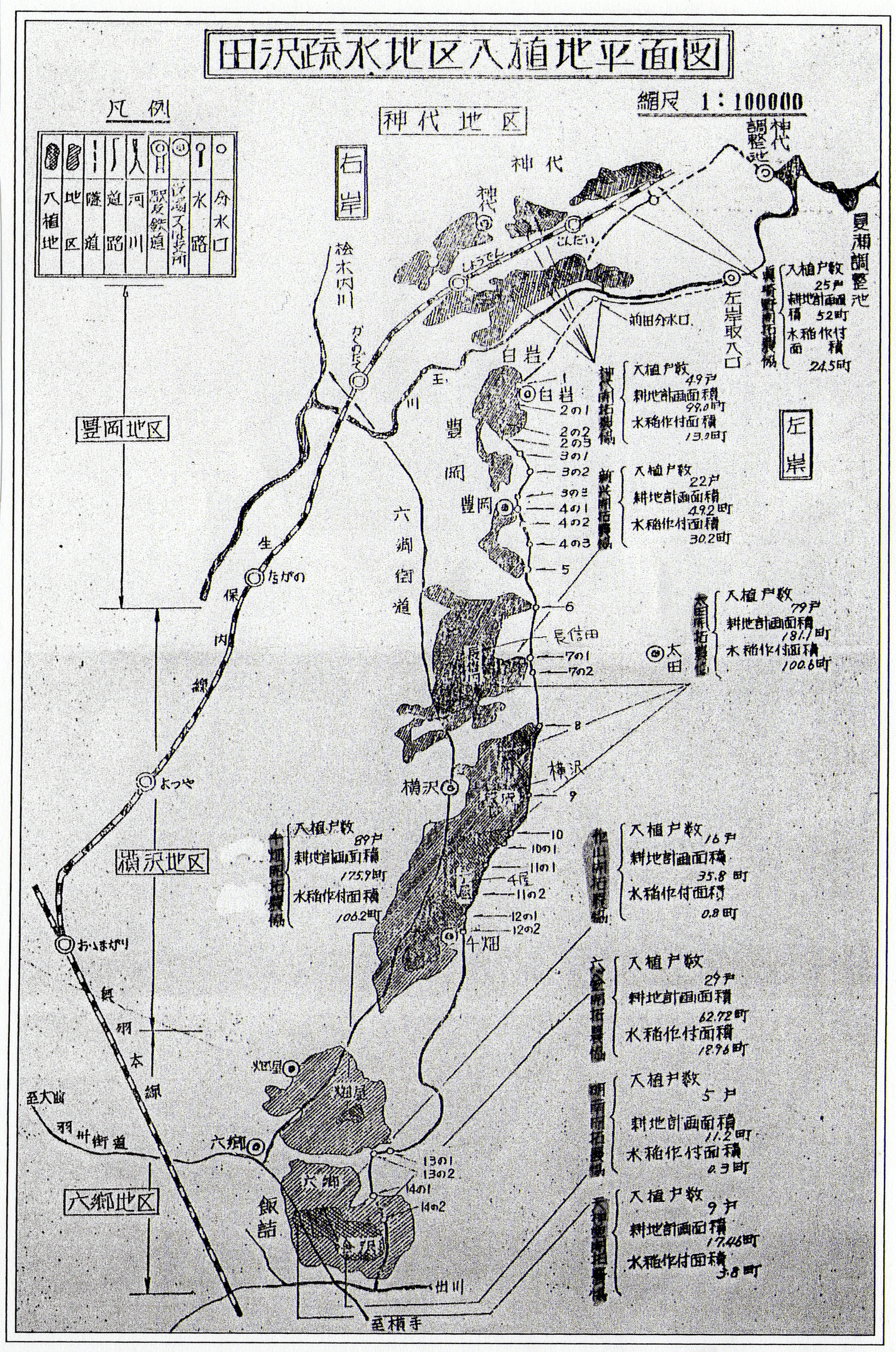
田沢疏水地区入植地平面図
----
入植地の分布は扇状地扇央部とほぼ重なっている。

昭和21年（1946年）から翌年にかけては多数の引揚者・復員者・疎開者が開墾地に入植した。出身は地元秋田県のほか、当時食糧難であった東京方面など他県からの入植者もおり、満洲からの引揚者もいた
。遠く鹿児島県から入植した人もいた。昭和22年（1947年）、農地開発営団が閉鎖され、全事業は農林省（現農林水産省）に引き継がれた。
戦争直後の人力による開墾は各種証言にもあるとおり、難渋をきわめた。ただし、それでも日本全体が貧しかった時代にあっては純農村の方が相対的に都市部より豊かであったという証言もある。入植者はそれぞれ9開拓組合に属し、真崎野地区25戸、神代地区49戸、新興地区22戸、太田地区79戸、千畑地区89戸、作山地区16戸、六金地区29戸、明南地区5戸、天神堂地区9戸の合計323戸におよんだ。砂礫地は「石との戦い」であり、耕地化するまでには土中の礫や石を除去しなくてはならなかった。また、疏水完成前の主作物は大豆であり、近接する既存の農家と白米を交換し、さらに夜なべ仕事をしなければならなかった。新開地は未だ電化されていない地域が多く、開墾の障害となる松の木からヤニを抽出してそれを燃やし、灯明とした。そのため、開拓者は当時「松ヤニの臭いがする」といわれたそうである。
除毒工事の方は昭和20年早々に着手された。昭和23年（1948年）、国による除毒工事が竣工し（その時点での田沢湖のph値は5.0）、翌昭和24年には県営の除毒工事が着工している。

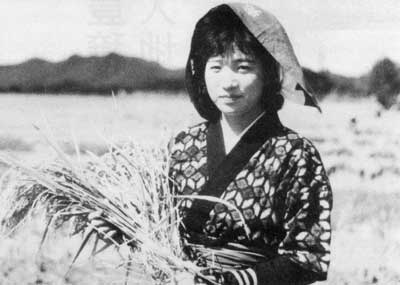
収穫の秋

用水工事は、昭和22年に右岸水路取水施設が完成した。開拓者たちは水利施設の建設にも従事した。田沢疏水の初通水は昭和26年（1951年）であり、沿線の各地は喜びに沸いた。昭和26年から28年にかけて本格的な水田化が始まったが、表土（礫）と底土を逆転させる作業は困難をきわめ、ベントナイトを使用した漏水防止のための床締めの作業にも大きな労力を費やした。
昭和31年（1956年）からはブルドーザーによる開墾がおこなわれ、多くの入植者をして「もっと早くブルが来てくれたら」と嘆息せしめるほどに開田は効率よく進められるようになった。昭和38年（1963年）に疏水工事が完了し、新規入植者約400戸と沿線の増反した既存農家約5,300戸が受益者となった。昭和12年に着工された田沢疏水開拓建設事業は、26年間という長い歳月と10億円余りの巨費を投じてついに完成した。完工式は、その前年の昭和37年（1962年）9月18日に秋田県立角館高等学校体育館でおこなわれている。
受益面積は玉川左岸が1,971ha、右岸391haであった。悪名高き玉川毒水と開拓者に「ジャングルの原始林」と呼ばれた荒野の開拓地は広大な田園風景に溶け込む散居村と屋敷林へと変わり、同時に、これによって多くの農家が経営規模拡大を果たした。

### 第二田沢幹線用水路

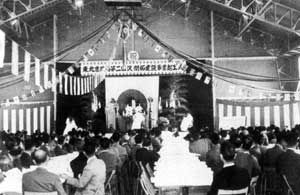
「第二田沢」起工式（1964年6月12日）

上述のように昭和38年に「田沢疏水幹線用水路」が完成しているが、この年すぐに「第二田沢幹線用水路」の建設を着工している。起工式は、秋田県立大曲農業高等学校体育館において、昭和39年（1964年）6月におこなわれている。
この用水路は東北電力神代調整池の左岸から取水し、田沢疏水左岸用水路の東側に、神代から中仙町（旧豊岡村）栗沢を経て千畑村（旧千屋村）一丈木までの区間をトンネルを含んで山麓を縫うように建設し、田沢疏水受益地よりさらに一段高い地帯の未墾地約1,000haを開発するものであった。
昭和30年代以降は、開拓よりも経営規模拡大の動きが活発となり、農地造成により経営規模を拡大し、農業構造の改善と自立経営の育成を図るため、開拓と基幹から末端までの水利施設を一貫して施工するモデル事業として開拓パイロット事業制度が制定されたが、仙北平野においてはこの事業が全国第1号の地区としておこなわれた。そこでは、既存農家が自立農業を営むための基盤整備が目的とされたのである。重機の使用により工事期間は著しく短縮され、その完了は昭和44年（1969年）のことであった。受益者は既存農家1,102戸、受益面積は1,082haであった。
こうして「田沢疏水幹線用水路」「第二田沢幹線用水路」が完成し、流域のほとんどは広々とした水田となり、扇状地扇端部・扇央部の景観は大きく変わった。また、県内・国内の他地域にくらべ経営規模の広大な農家が増加して、米の産出量も増加した。
一方で、田沢疎水によって大きな調整池となった田沢湖の水質は昭和46年（1971年）ころにはph4.2まで下降し、すでにこの時点で酸性水の希釈能力は失われたと考えられる。昭和44年以降、秋田県では石灰による中和方法を採用し、昭和48年（1973年）以降は毎年3,000トンの石灰岩を隧道出口付近の台地に投入して中和処理をはかった。

### その後の工事
「第二田沢」の完成した昭和44年、田沢疏水の西側の扇状地扇端部で「国営かんがい排水仙北平野地区」の事業が始まった。この地域は上述のように湧水が古くから農業用・飲料用に用いられてきたが、田沢疏水の開田が進むにつれて、扇状地の地下水位が上昇し、上堰・下堰掛りの各所で地下水が噴出し、農地や宅地に被害を与えるようになってきた。また、玉川を水源とした藩政期以来の7堰は、洪水のたびに流されて費用がかさみ、雄物川に近い大曲（とくに飯田）・藤木では雄物川からのポンプ取水であったが、これもまた膨大な電気料金を要した。その一方で扇端部の湧水地帯でも灌漑時に水不足が起こるなど用時の水供給に不安定性がみられ、また、ほとんどが用排水兼用の施設であるため各地で排水改良も必要になった。こうした諸懸案を一挙に解決するためにおこなわれたのが国営かんがい排水仙北平野地区事業である。「田沢疏水」「第二田沢」に平行して仙北平野幹線用水路38キロメートルが建設され、受益面積は灌漑約9,000haで排水改良を加えると約10,000haにおよぶ。受益者はすべて既存農家である。工事は昭和60年（1985年）に完成した。
一方、昭和50年代にはいると、田沢疏水の諸施設の老朽化が顕著になってきた。とくに戦時中につくられた部分は資材不足のため鉄筋の入っていない箇所が多く、随所で水路が崩壊したため全面更新が必要となってきた。そこで「国営田沢疏水農業水利」事業を昭和54年（1979年）に着工、平成元年（1989年）に更新工事を終えた。現在は、用水の安全性、確実性、速さ、公平性といった用水管理のすべてをいながらにして処理する「水管理自動化施設」が導入されている。これは、田沢、第二田沢、仙北平野の3つの幹線により、地域の水路形態がきわめて複雑化したために導入されたコンピュータ・システムである。

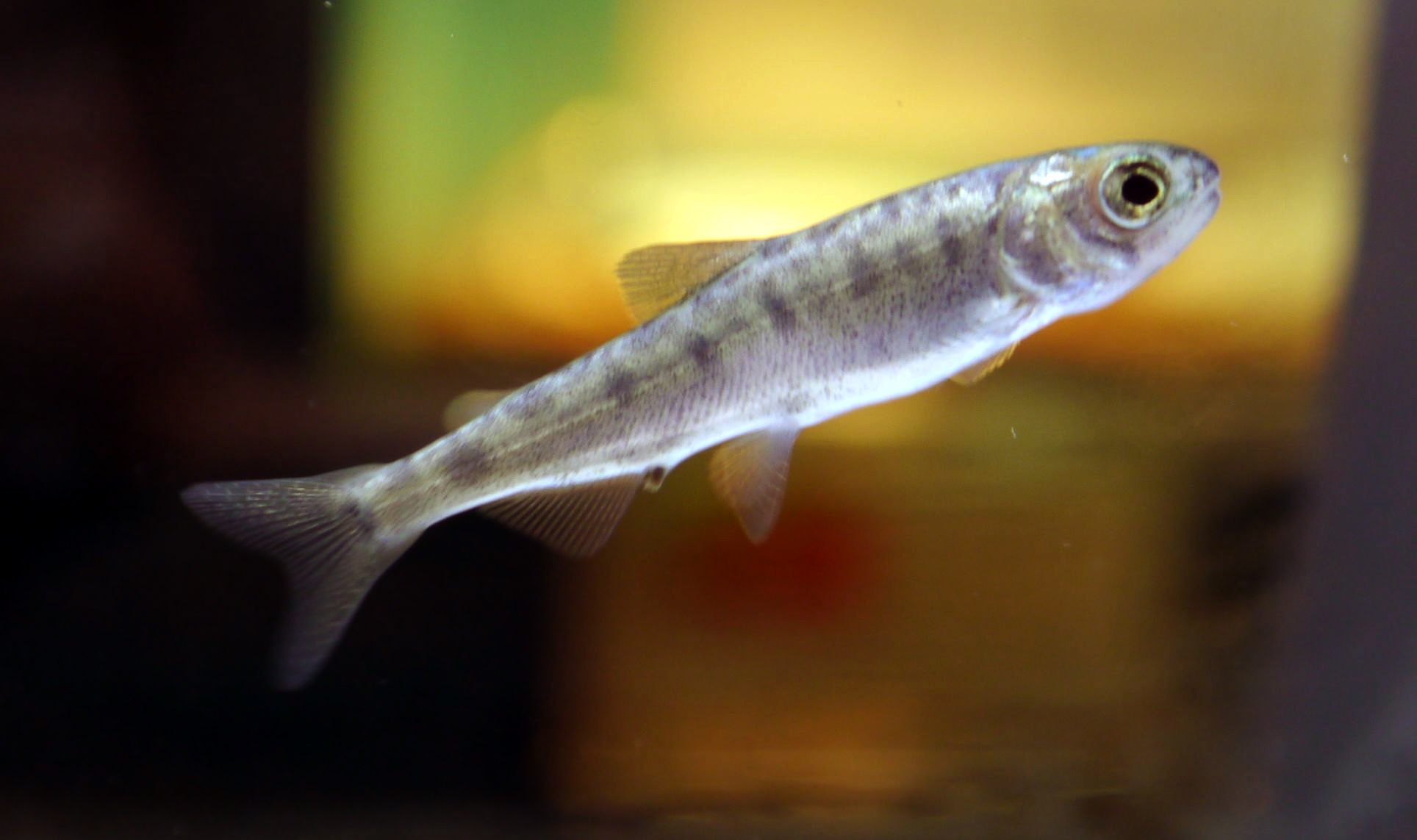
クニマス（5か月の稚魚）
----
山梨県立富士湧水の里水族館にて撮影（2012年）

除毒では、玉川酸性水中和処理施設がつくられた。平成元年から試験運転が開始され、平成3年（1991年）4月から本運転を開始している。1日の石灰石の使用量は、全体で約30トンにおよぶが、その効果は絶大で、玉川や田沢湖に魚や植物がもどり、下流域の土壌の酸化を緩和している。河川構造物の酸害も減り、米の収穫増がみられるなどその影響は多方面にわたっている。また、かつては田沢湖に棲息していた固有種で、絶滅したとみられていたクニマスが平成22年（2010年）、京都大学研究チームの調査により、山梨県の西湖において現存個体群の棲息が確認された。きっかけは、京都大学の中坊徹次がタレントでイラストレーター、さらに東京海洋大学客員准教授でもあるさかなクンにクニマスのイラスト執筆を依頼し、さかなクンはイラストの参考のために日本全国から近縁種の「ヒメマス」を取り寄せたが、このとき、西湖から届いたものの中にクニマスに似た特徴をもつ個体があったため、さかなクンは中坊に「クニマスではないか」としてこの個体を見せたということに端を発している。中坊の研究グループは解剖や遺伝子解析を行ない、その結果、西湖の個体はクニマスであることが判明したとして学術論文の出版を待たずして、同年12月15日、マスメディアを通して公式に発表された。遠く離れた西湖での発見について関係者は、昭和10年（1935年）、田沢湖から西湖に送られたクニマスの受精卵10万個が孵化そたのち放流され、繁殖を繰り返して現在に至ったと推測している。
地元では「クニマス発見」のニュースに沸き、田沢湖への「里帰り」が期待されている。

## 疏水地域の現在

### 流域と受益面積
流域市町村は以下の通りである。現在の市町村が上段、下段が平成の大合併前の町村であり、さらに昭和の大合併前の町村を附した。
- 仙北市
  - 田沢湖町 - 神代村
  - 角館町 - 白岩村
- 大仙市
  - 中仙町 - 豊岡村
  - 太田町 - 長信田村、横沢村
- 美郷町
  - 千畑町 - 千屋村、畑屋村
  - 六郷町
  - 仙南村 -金沢町、飯詰村

受益面積は、竣工当時「田沢疏水幹線用水路」玉川左岸1,971ha、右岸391ha、「第二田沢幹線用水路」1,082haであった。しかし、田沢疏水による扇央部の開田は、それ以前は1年を通じて一定していた地下水位に変動をもたらし、扇端部湧水地帯の灌漑時の水供給に不安定さをまねくこととなったため、疏水の水はいっそう広範囲に用いられている。現在、受益面積は約3,890haにおよんでいる。

### 秋田県田沢疏水土地改良区
「田沢疏水幹線用水路」および「第二田沢幹線用水路」の沿線を中心に「秋田県田沢疏水土地改良区」が組織されている（「秋田県仙北平野土地改良区」とは別団体）。土地改良区の事務所は秋田県大仙市大曲川原町にあり、その地積は水田（賦課地積）4,185ha、畑115ha、原野18haとなっている（平成9年）。平成9年（1997年）7月1日現在の組合員数は4,411人であり、うち総代が79名、役員は理事28名・監事5名の計33名で、理事長は御法川英文であった。組合費（賦課金）には経常賦課金と償還賦課金があり、それをもとに施設の維持管理や諸事業、また国営事業負担金・区債・借入金の償還等がおこなわれている。また、組合員のなかから水路巡視員が選ばれ、平成9年度は「右岸」3（幹線1・支線2）、「左岸」18（幹線3・支線15）、「第二田沢」12（幹線6・支線6）の計33名が水路の巡視にあたっている。
平成27年（2015年）現在の理事長は高貝久遠であり、高貝は秋田県土地改良事業団体連合会（水土里ネット秋田）の理事長を兼ねている。